# Oliveira dos Brejinhos
Oliveira dos Brejinhos este un oraș în statul Bahia (BA) din Brazilia.